# (705) Erminia
(705) Erminia es un asteroide perteneciente al cinturón de asteroides descubierto el 6 de octubre de 1910 por Emil Ernst desde el observatorio de Heidelberg-Königstuhl, Alemania.
Está nombrado por la ópera Erminia del compositor inglés Edward Jacobowski.